# Amal Hijazi
Amal Hijazi lub Amal Higazi, ar. أمل حجازى (ur. 20 lutego 1977 roku w Bejrucie) – libańska piosenkarka i modelka. Amal jest jedną z najbardziej znanych i aktywnych libańskich wokalistek. Jej pierwszy singiel, "Halan" z 2000 roku, był przebojem nie tylko w Libanie, ale także w Egipcie i Jordanii.

## Dyskografia
- Akher Gharam (2000)
- Zaman (2002)
- Bedawwar A Albi (2004)
- Baya Al Ward (2006)
- Keef El Amar (2008)
- Waylak Min Allah (2010)

## Single
- "Halan"
- "Rayyah Balak"
- "Akher Gharam"
- "Habibi Oud"
- "Ghanniet"
- "Einak"
- "Zaman"
- "Oulhali"
- "Romansyia"
- "Bedawwar A Albi"
- "Mistanie Eiy"
- "Mahabitsh Gherak"
- "Ba'ad Sneen"
- "Baya Al Ward"
- "Jnoon Bhebbak"
- "Betsalni Meen"
- "Baheb Nuoa Kalamak"
- "Haseebak Terenn"
- "Nafsy Tefhamny"
- "Ahla Ma Fi El Ayyam"
- "Alby Nadaak"
- "Khalina Ne'oul"